# No Brainer
Singles par DJ Khaled
Dinero (en)
(2018) Higher (en)
(2019)
Singles par Justin Bieber
Hard 2 Face Reality (en)
(2018) I Don't Care
(2019)
Singles par Chance the Rapper
I Might Need Security (en)
(2018) What's the Hook
(2018)
Singles par Quavo
Boo'd Up
(2018) Workin Me (en)
(2018)
No Brainer est une chanson de DJ Khaled featuring Justin Bieber, Chance the Rapper et Quavo. Elle est sortie le 27 juillet 2018 en tant que deuxième single issu de Father of Asahd (en), le onzième album studio de DJ Khaled.

## Classements hebdomadaires
| Classement (2018)                        | Meilleure position |
| ---------------------------------------- | ------------------ |
| Allemagne (GfK Entertainment)            | 15                 |
| Australie (ARIA)                         | 6                  |
| Autriche (Ö3 Austria Top 40)             | 7                  |
| Belgique (Flandre Ultratop 50 Singles)   | 24                 |
| Belgique (Flandre Ultratop R&B/Hip-Hop)  | 4                  |
| Belgique (Wallonie Ultratop 50 Singles)  | 33                 |
| Belgique (Wallonie Ultratop 50 Airplay)  | 37                 |
| Belgique (Wallonie Ultratop R&B/Hip-Hop) | 5                  |
| Canada (Hot 100)                         | 4                  |
| Canada (All-Format)                      | 14                 |
| Canada (CHR/Top 40)                      | 5                  |
| Canada (Digital Songs)                   | 3                  |
| Canada (Hot AC)                          | 32                 |
| Danemark (Tracklisten)                   | 1                  |
| Écosse (OCC)                             | 17                 |
| Espagne (PROMUSICAE)                     | 65                 |
| États-Unis (Hot 100)                     | 5                  |
| États-Unis (Adult Pop Songs)             | 27                 |
| États-Unis (Dance/Mix Show Airplay)      | 7                  |
| États-Unis (Digital Songs)               | 2                  |
| États-Unis (Mainstream R&B/Hip-Hop)      | 18                 |
| États-Unis (Pop Airplay)                 | 7                  |
| États-Unis (R&B Songs (en))              | 1                  |
| États-Unis (R&B/Hip-Hop Airplay)         | 26                 |
| États-Unis (R&B/Hip-Hop Songs)           | 4                  |
| États-Unis (Radio Songs)                 | 8                  |
| États-Unis (Rhythmic Songs)              | 1                  |
| États-Unis (Streaming Songs)             | 5                  |
| Europe (Euro Digital Song Sales)         | 8                  |
| Finlande (Suomen virallinen lista)       | 11                 |
| France (SNEP)                            | 59                 |
| Hongrie (Single Top 40)                  | 6                  |
| Hongrie (Stream Top 40)                  | 11                 |
| Irlande (IRMA)                           | 4                  |
| Italie (FIMI)                            | 33                 |
| Japon (Hot 100)                          | 29                 |
| Mexique (Mexico Airplay (en))            | 24                 |
| Mexique (Mexico Ingles Airplay (en))     | 15                 |
| Norvège (VG-lista)                       | 4                  |
| Nouvelle-Zélande (RMNZ)                  | 2                  |
| Pays-Bas (Nederlandse Top 40)            | 17                 |
| Pays-Bas (Single Top 100)                | 16                 |
| Portugal (AFP)                           | 13                 |
| Royaume-Uni (UK Singles Chart)           | 3                  |
| Royaume-Uni (UK R&B Chart)               | 3                  |
| Slovaquie (IFPI Rádio)                   | 91                 |
| Slovaquie (IFPI Singles Digitál)         | 6                  |
| Suède (Sverigetopplistan)                | 4                  |
| Suisse (Schweizer Hitparade)             | 12                 |
| Tchéquie (IFPI Singles Digitál)          | 10                 |